# Petrus Peregrinus

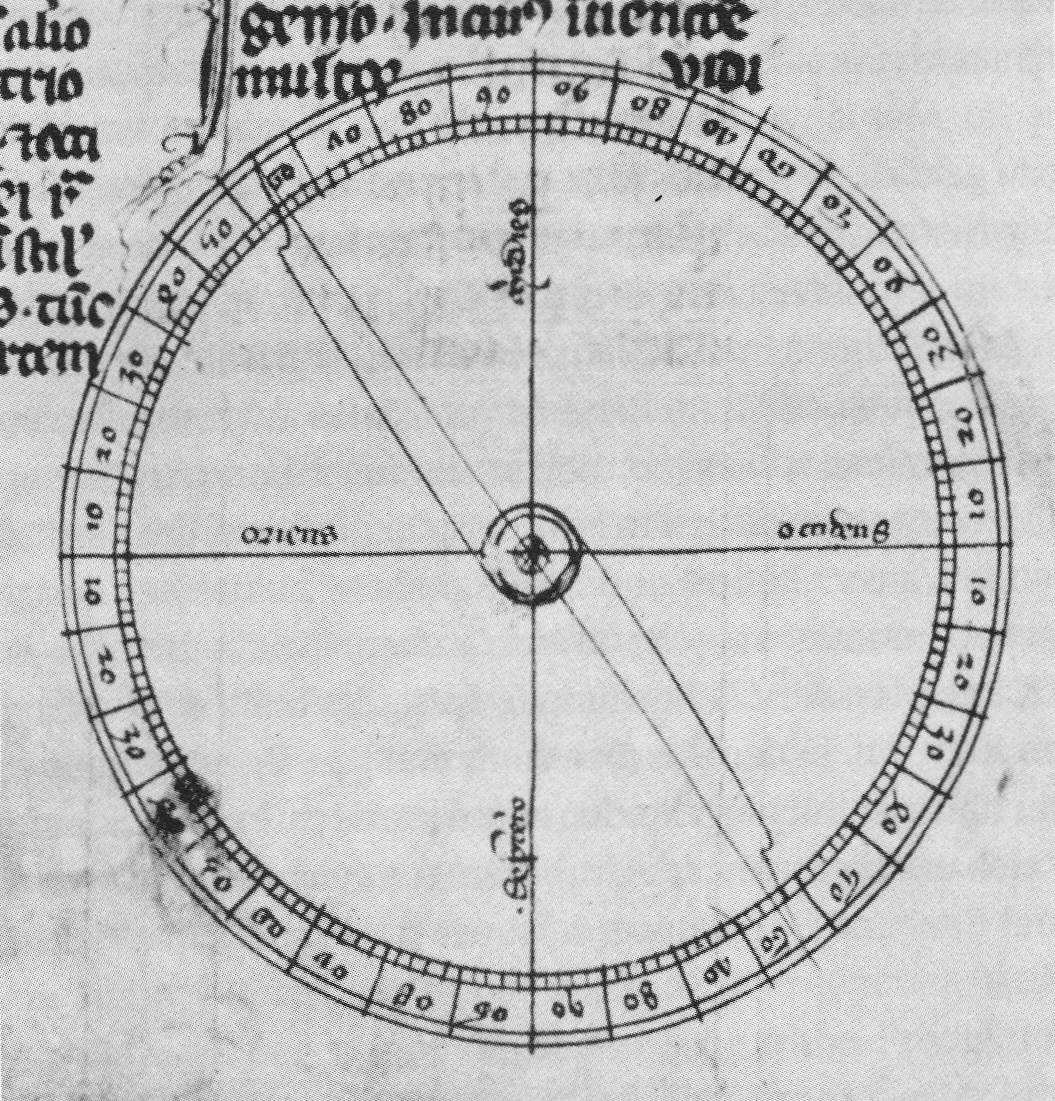
Afbeelding van een kompasnaald in een 14e-eeuwse kopie van Petrus Peregrinus' Epistola de magnete (1269)

Petrus Peregrinus de Maharncuria (beter bekend als Petrus Peregrinus of Pierre Pèlerin de Maricourt) (leeft in 1269) was een universitair geschoolde docent uit de dertiende eeuw uit Maricourt, Somme, en is vooral bekend om zijn onderzoek naar magnetisme.
Petrus Peregrinus kende een vrijwel unieke benadering van de wetenschap voor die tijd. Hij stond namelijk erg positief tegenover het experimenteel onderzoek, iets wat sinds Aristoteles eigenlijk in een verdomhoekje zat. Daarnaast was hij een voorstander om de dialoog te zoeken met de handwerklieden, de middenklasse, die veel praktische kennis bezat over de wetenschap, maar welke nog niet was doorgedrongen in de universitaire wereld.
Peregrinus bracht dit zelf ook in praktijk door zijn onderzoek naar magnetisme. Hij schreef in 1269 Epistola Petri Peregrini de Maricourt ad Sygerum de Foucaucourt, militem, de magnete (Brief over magneten van Peter Peregrinus van Maricourt aan Sygerus de Foucaucourt, soldaat; meestal afgekort tot Epistola de magnete) waarin hij een serie experimenten met betrekking tot magnetisme beschrijft. Een eeuw nadat het kompas in Europa was geïntroduceerd, was bekend dat het verschijnsel werkte op magnetisme. Hij geloofde dat kompassen wezen naar een hemelse pool.
Peregrinus diende volgens zijn Epistola in het leger van Karel van Anjou (deze belegerde in 1269 Lucera). Het achtervoegsel Peregrinus (pelgrim) insinueert dat Petrus kruisvaarder was. De kruistocht tegen Lucera was bevolen door de Paus, en Petrus zou kunnen hebben gediend in het leger als ingenieur.